# سسمی استریت: تاریخ بازی المو
سسمی استریت: تاریخ بازی المو (انگلیسی: Sesame Street: Elmo's Playdate) یک محصول ویژه تلویزیونی آمریکایی است که در ۱۴ آوریل ۲۰۲۰ از شبکه اچ‌بی‌او و پی‌بی‌اس کیدز پخش شد.